# Сергеј Корсаков
Сергеј Сергејевич Корсаков (рус. Сергей Сергеевич Корсаков; Гус-Хрустални, 22. јануар 1854 — Москва, 1. мај 1900) је био руски лекар и један од највећих психијатара 19. века који је објавио бројне радове из неуропатологије, психијатрије и судске медицине. Поред бројних истраживања алкохолне психозе Корсаков је у психијатрију увео појам параноја и написао одличан уџбеник из психијатрије.

## Епоними
Корсаковљева психоза и синдром (енгл. Korsakoff's psychosis and syndrome)
Синдром се карактерише тешким оштрећењем меморије (деменција), посебно за недавне догађаје, дезоријентацијом, апатијом, неспособношћу учења и склоност конфабулацији, којом пацијент компензује поремећаје. Деменција је изазвана хроничном и прекомерном злоупотребом алкохола. Овај поремећај јавља се услед оштећења таламуса у око 1% алкохоличара.
Верникеова болест
Је синдром енцефалопатије са менталним поремећајем и атаксијом.
Верник-Корсакова болест
Поремећај код кога је истовремено присутан Гејт-Верникеов и Корсаковљев синдрома.

## Живот и каријера
Сергеј Корсаков рођен је 22. јануара 1854. индустријском селу Гус-Хрустални (рус. Гусь-Хрустальный) у Владимирској области на обалама реке Гусе у Руској империји. Његов отац, Сергеј се школовао у Московској пословној академији. Био је почасни грађанин града Касимова и администратор на имању и у фабрици, Ј. Е. Малтсев. Сергејова мајка - Акилина Јаковљевна рођене Алианчикова је била образована, „блага“, осетљива и љубазна жена.
Корсаковљева породица је имала четворо деце два сина - Николу и Сергеја, и две ћерке - Марију и Ану. Породица Корсаков је живела у фабрици, за производњу стакла и кристала. Када је Сергеј напунио три године, његов отац је напустио службу у фабрици и купио мало имање у Дубравки у покрајини Риазан где се преселио са целом породицом. Две године касније породица се преселила у Богородски округ у Москвској покрајини. Отац Сергеј је умро 1885.
У селу је Сергеј живео до 10 година где је прво школован од стране гувернанте а затим од старог и захтевног немачког учитељ. Године 1864, заједно са братом Сергеј је одведен у Москву где је живео са својим стрицем. Средњу школу Сергеј је завршио са одличним успехом и исте године, као шеснаестогодишњак, уписао је Медицински факултет универзитета у Москви, на коме је студирао код еминентних професора тога доба; оснивача руске хистологије А. И. Бабухина (1827 — 1891), истакнутог лекар, Г. А. Захарјина и његовог ученика - надареног неуролога, А. Ј. Кожевникова, који је и непосредно обучавао Сергеја из неуропсихијатрије.
У марту 1875. Корсакова је дипломирао са тезом: „Историја болести племића Иља Смирнова“ и исте године, постављен је за главног лекара у Московској преображењској болнице за психијатријске болести. Лоша материјална ситуација приморала га је да прихвати позив и брине се о ментално оболелој, грофица С. И. Татишчевој и тако побољша своје финансије. Према његовим речима;... „лечење грофице омогућило ми је да проучавам начин живота и понашање ментално оболелих у кућној атмосфери, а не у званичним владиним болницама.“
Након годину дана 1876. Корсаков је на предлог шефа Одељења за нервне и менталне болести А. И. Кожевникова, изабран за приправник у првој неуролошкој клиници Универзитета у Москви. Месец дана касније Корсаков је почео је да ради на докторској тези „Алкохолна парализа”; на чијој изради ће провести 11 година. У међувремену, Корсаков објављује већи број стручних радова.
Августа 1879. Корсаков је ступио у брак са Аном Константиновном Барсовом, са којом је живео срећно све до своје смрти. Ана је била нећака и штићеница субинспектора Московског универзитета Павла Петровича Барсова, са чијом породицом је Сергеј, још као студент, постао близак пријатељ.
У новембру 1881. Корсаков је напустио универзитети врати се на посао у Преображењску психијатријску болницу. Каријеру је наставио, истовремено радећи у болници и приватној психијатријској клиници др Александра Фјодоровича Бекера у Красноселском. После смрти др Александра, у фебруару 1881, Корсаков је наставио да водио бригу о клиници, заједно са његовом удовицом до краја живота.
Склон гојењу и непримереној исхрани Корсаков је патио од срчаних тегоба због нарушене функције кардиоваскуларног система. Дана 20. јуна 1898. крену је на одмор у Вологд, и на путу доживео први срчани удар (у 44 години живота). Након петодневног лечења у локалној болници, вратио се у Москву, ради дијагностике и наставка лечења. Продужено трајање болести приморало је Кортсакова да затражи изузеће од спровођења радионице и извођења наставе са студентима.
Средином јула 1998. године претрпео је и други срчани удар. Због дуготрајне срчане болести Корсаков је био принуђен да поднесе захтев за ослобађање од рада са студентима у психијатријској школи, и дужности декана Медицинског факултета.
Убрзо потоп отишао је на лечење у иностранство. У Бечу, на консултацијама са специјалистима, установљено је да болује од хроничне хипертрофије срца и запаљења срчаног мишића. У иностранству Корсаков се интензивно лечио до 25. августа 1989., и како сам каже осетио велико побољшање здравља.
Међутим, на почетку нове 1900. године, његово здравствено стање се све више погоршавало, тако да је 22. јануара, 46. рођендан прославио у болесничкој постељи.
Од у том временском периоду нелечивих последица кардиовакуларне болести, Корсаков је умро 1. маја 1900. године. Сахрана посмртних остатака обављена је у Алексејевском манастиру 4. маја 1900.

## Дела
Корсаков је општепознат у медицини по открићу поремећаја који носи његово име „Корсаковљева психоза“ ("Korsakov’s psychosis"). Иако је Корсаков проучавао поремећаје изазване полинуритисом као последица злоупотребе алкохола, „Корсаковљева психоза“ примарно означава психичке симптоме у алкохоличара. Епоним Корсаковљев синдром (психоза) се данас примењује само када су ментални поремећаји у алкохоличара праћени и симптомима неуритиса.
Корсаков је након дугогодишњег проучвања последице алкохолизма у 1887. и поново у 1890. скренуо пажњу медицинске јавности на неколико случајева оболелих од алкохолнизма са симптомима полинеуритиса и карактеристичним менталним поремећајима.
| „ | "Овај ментални поремећај“...(рекао је Корсаков)"...повремено се испољава у виду јасно означене раздражљивости, поремећаја у менталној сфери, понекад у облику збуњености са карактеристичним грешкама у оријентацији о месту, времену и простору, а понекад, као готово јасан облик акутне амнезије, у којој је скорије памћење добро очувано... Неки (болесници) су претрпели толико изражен губитак памћења да буквално одмах све заборављају. " | ” |

Корсаков је био и први психијатар који је описао и параноју (параноја хиперфантастика), како је он назвао у свом уџбенику.
Корсаков је познат и као велики хуманиста, и један од ретких психијатара (у 19. веку) који се залагао за побољшање услова у установама за лечење болесника са менталним поремећајима.
| „ | „Мање ограничење за пацијента, више ограничење за лекара, (често је говорио својим сарадницима Корсаков), а у раду лекара мора да буде стално присутна већа пажња и посвећеност пацијенту.“ | ” |

Због оваквих залагања за психијатријске болеснике Корсаков није био популаран код болничко особља, али ће зато име Корсакова у историји медицине, остати запамћено по реформама у психијатријској нези болесника, које су довела до радикалне трансформације начина лечења ментално оболелих у свету. У коме се залагао, за „неспутаност“ менталног болесника у његовој клиници. Корсаков је укинуо везивање пацијената, употребу „лудачких кошуља“ и других мера насиља, као и употребу решетака на болничким прозорима.
Један од принципа за који се Корсаков посебно залагао било је лечење ментално оболелих особа, код своје куће, у окружењу породице. Корсаков је и оштро критиковао, у том периоду, предложене и спровођене мере стерилизација и кастрација ментално оболелелих особа, које су често примењиване од стране америчких хирурга.
Многи Сергеја Корсакова, данас, сматрају великим „моралним генијем“, као што су то били француски психијатар Филип Пинел (Philippe Pinel —1745 — 1826) и француски неуролог Жан-Мартен Шарко (Jean-Martin Charcot 1825 — 1893).